# Павлович, Миодраг
Ми́одраг Па́влович (серб. Миодраг Павловић; 28 ноября 1928, Нови-Сад, Королевство Югославия — 17 августа 2014, Тутлинген, Германия) — сербский писатель, поэт, эссеист, драматург, академик Сербской академии наук и искусств, член Европейской академии поэзии.

## Биография
Родился в 1928 году в Нови-Саде. Окончил начальную и среднюю школу в Белграде, поступал на медицинский факультет, где учился в 1947—1954 годах.
В 1952 году опубликовал свой первый сборник стихов под названием «87 песен» (серб. «87 песама»). Эта книга стала событием в современной сербской поэзии, она стала определяющей в дальнейшей жизни Миодрага Павловича.
В 1960 году Павлович становится драматургом в Народном театре Белграда. Кроме того он работал 12 лет редактором в издательстве «Просвета».
Он много путешествовал, читал лекции в Университетах США, Австралии, Индии, Китая.
Среди наиболее важных работ сборники стихов «87 песама» (1952), «Стуб сећања» (1953), «Хододарје» (1971), «Улазак у Кремону» (1989), «Космологија профаната» (1990), «С Христом нетремице» (2001), романы «Други долазак» (2000), «Афродитина увала» и другие. Он написал несколько книг очерков. Он также является составителем нескольких антологий поэзии, среди которых наиболее известна «Антология сербской поэзии с XIII по XX век».